# Estrella de la Gran Cruz de la Cruz de Hierro
La Estrella de la Gran Cruz de la Cruz de Hierro (en alemán: Stern zum Großkreuz des Eisernen Kreuzes) fue la más alta condecoración militar del Reino de Prusia y del Imperio Alemán. Se consideró una decoración de alto nivel para la Gran Cruz de la Cruz de Hierro.
La Estrella de la Gran Cruz de la Cruz de Hierro fue otorgada al más destacado de los generales que realizaron hazañas de liderazgo en beneficio del estado prusiano y luego del alemán. Fue otorgado solo dos veces, con un siglo de diferencia, al mariscal de campo Gebhard von Blücher en 1815 por su participación en la victoria sobre Napoleón en la batalla de Waterloo, y al mariscal de campo Paul von Hindenburg el 25 de marzo de 1918 por su liderazgo durante la ofensiva de primavera de 1918. Hindenburg había recibido la Gran Cruz de la Cruz de Hierro el 9 de diciembre de 1916.
El premio se conoce comúnmente como Cruz de Blücher (Blücherstern) en honor a su primer destinatario.
Se ideó una versión de la Estrella para la Segunda Guerra Mundial, pero nunca se instituyó ni se otorgó formalmente. Tras la victoria de los Aliados en mayo de 1945, el ejército de los Estados Unidos se apoderó del único prototipo conocido, que se había almacenado en un búnker. Ahora es parte de la colección del Museo de la Academia Militar de los Estados Unidos en West Point, Nueva York.

## Imágenes
|                                                                     |
| Versión de 1813 de la Estrella de la Gran Cruz de la Cruz de Hierro |

|                                                                     |
| Versión de 1914 de la Estrella de la Gran Cruz de la Cruz de Hierro |

|                                                                     |
| Versión de 1939 de la Estrella de la Gran Cruz de la Cruz de Hierro |